# Conchiglie

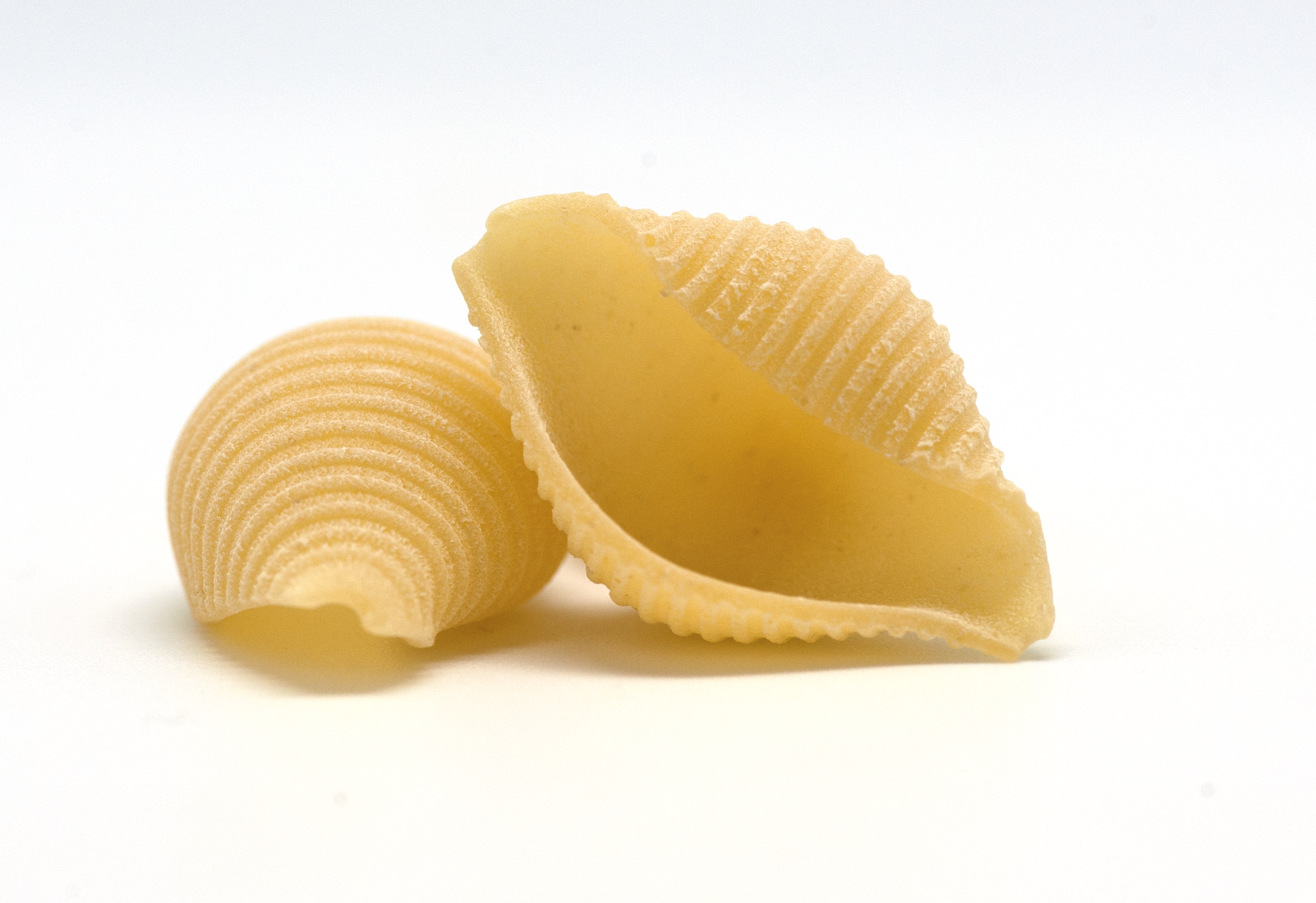
Conchiglie rigate

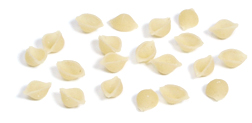
Conchigliette

Conchiglie (von italienisch Conchiglie ‚Muscheln‘) ist eine Form der Pasta. 
Conchiglie gibt es in verschiedenen Größen: 
• Conchigliette – sehr klein, ideal für Suppen und Salate. 
• Conchiglie – mittlere Standardgröße, vielseitig einsetzbar. 
• Conchiglioni – große Variante, oft gefüllt und überbacken.
Die Pasta wird aus Hartweizengrieß und Wasser hergestellt, wobei auch Varianten mit Eiern oder farbige Versionen mit Spinat, Tomaten oder Sepia-Farbstoff existieren.